# Gynacantha subinterrupta
Gynacantha subinterrupta е вид водно конче от семейство Aeshnidae. Видът не е застрашен от изчезване.

## Разпространение
Разпространен е във Виетнам, Индия, Индонезия (Бали, Калимантан, Малки Зондски острови, Суматра и Ява), Камбоджа, Китай, Лаос, Малайзия (Западна Малайзия), Мианмар, Непал, Сингапур и Тайланд.

## Описание
Популацията на вида е стабилна.